# Charaxes sidamo
Charaxes sidamo är en fjärilsart som beskrevs av Jacques Plantrou och Pierre Claude Rougeot 1979. Charaxes sidamo ingår i släktet Charaxes och familjen praktfjärilar. Inga underarter finns listade i Catalogue of Life.